# 孫蕙
孫蕙，字树百，号泰岩，又号笠山，山东淄川县人。清朝官员、進士出身。
順治十八年（1661年），登進士，授宝应县知县，循卓有声，期間邀請蒲松龄協助政務。康熙二十年（1681年），充福建乡试正考官。著有《笠山诗选》、《历代循良录》等。